# Proprietární kolonie
Proprietární kolonie neboli vlastnická kolonie byl typ anglické koloniální správy uplatňovaný zejména v Severní Americe a Karibiku v 17. století.

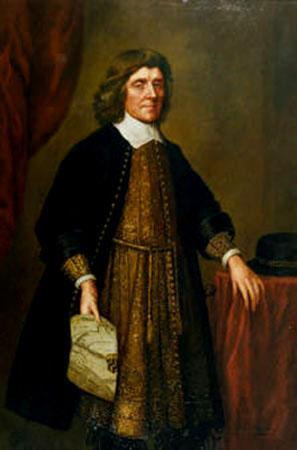
Cecil Calvert, 2. baron z Baltimore, první „guvernér vlastník“ (Proprietary Governor) provincie Maryland

## Typy kolonií
V Britské říši patřila veškerá území králi a bylo jeho výsadou toto území rozdělovat. Proto bylo všechno koloniální území děleno královským výnosem na jeden ze čtyř typů: vlastnické (proprietární), královské, akciové nebo smluvní. Král Karel II. použil proprietární řešení, aby odměnil své spojence a aby se zbavil starostí o vzdálené území a mohl soustředit svou pozornost na samotnou Británii. Nabídl svým přátelům koloniální území královským výnosem, což usnadnilo soukromé investice a samosprávu kolonií. Tyto listiny učinily z majitele prakticky neomezeného vládce, který se zodpovídal pouze anglickému zákonu a králi. Karel II. dal území Nového Nizozemí svému mladšímu bratru vévodovi z Yorku, který jej přejmenoval na New York. Území, které dal Williamu Pennovi, bylo pojmenováno Pensylvánie. V konečném důsledku se ukázalo, že negativa tohoto řešení převažují nad pozitivy. Angličtí panovníci se později snažili vrátit veškerou moc a autoritu do svých rukou a proprietární kolonie byly měněny na kolonie korunní, které byly řízeny úředníky jmenovanými králem. 

## Historický původ
Ve středověku bylo v kontinentální Evropě obvyklé, že panovník udělil feudálním pánům hraniční území, na kterých měli tito šlechtici prakticky pravomoci vládce. Toto opatření mělo zabránit zahraniční invazi a hlavní jejich povinností byla ochrana hranic. Tato území nebo panství bývala nazývána palatináty. Tento typ uspořádání vznikl v normanských časech pro určitá anglická pohraniční hrabství (Lancashire a Durham) a přetrvával přinejmenším zčásti do roku 1830 a to z dobrých důvodů: odlehlost území, špatná komunikace, správa prováděná za obtížných okolností.
V rámci systému vlastnických kolonií dostávaly osoby buď významné či blízké panovníkovi Britské říše obchodní smlouvy za účelem založení kolonií. Majitelé takto získaných území si poté vybrali guvernéry a další úředníky. Tento systém byl použit k založení několika kolonií na ostrově Newfoundland. Vlastnické kolonie v Americe byly řízeny majitelem, který obdržel území na základě královské listiny. Tuto moc obvykle vykonával téměř jako nezávislý vládce. Provincie Maryland, Karolína a několik dalších kolonií v Americe byly původně založeny tímto vlastnickým systémem. Odlišovaly se od kolonií koruny tím, že se jednalo o komerční podniky založené pod autoritou koruny. Guvernéři, jako držitelé vlastnických práv, měli právní odpovědnost za kolonii, jakož i odpovědnost vůči akcionářům za zajištění bezpečnosti jejich investic. Vlastnický systém byl většinou neefektivní, protože vlastníky byli z velké části majitelé povětšinou nepřítomní v kolonii. Mnozí svou kolonii ani nikdy nenavštívili. Počátkem 18. století téměř všechny vlastnické kolonie buď odevzdaly své charty koruně a staly se královskými koloniemi, nebo jim panovník uložil jiná významná omezení.